# Glymur
Glymur es una cascada situada al occidente de Islandia, al nororiente de Reikiavik. Es una de las más altas del país, con 190 metros, superada por la Morsárfoss, descubierta en 2007, con cerca de 240 metros.
Se encuentra en el curso del Botnsá que fluye desde el lago Hvalvatn, en el fondo del valle de Botnsdallur que prolonga el Hvalfjörður.